# Vazul
Vazul, Vaszoly (Wasyl), Bazyli (Vazul), Bazyli (Wasul) (zm. po 1031) – książę nitrzański z dynastii Arpadów. Kandydat do węgierskiego tronu po śmierci Emeryka, syna króla Stefana I Świętego. Po 1031 roku został oślepiony na polecenie tego ostatniego. Według późniejszych źródeł do oślepienia doszło bez wiedzy Stefana, a z polecenia jego żony Gizeli. Ojciec królów węgierskich Andrzeja I i Beli I.

## Pochodzenie
Był synem Michała, brata księcia Gejzy. Jego młodszym bratem był Władysław Łysy. Na podstawie imion synów Michała wysuwa się przypuszczenie, że ich matką mogła być Bułgarka z rodu cara Samuela. 
W starszej literaturze można spotkać się z poglądem, że Vazul był synem polskiej księżniczki Adelajdy Białej Knegini, obecnie uznawanej za postać fikcyjną.

## Walka o tron
2 września 1031 na polowaniu zginął królewicz Emeryk, jedyny syn króla Stefana I Świętego. Szanse Vazula na objęcie węgierskiej korony znacznie wzrosły, tym bardziej że zgodnie z zasadą senioratu jeszcze przed śmiercią Emeryka powinien być uznany następcą tronu. Jednak Stefan nie widział w nim swego następcy. Według Kroniki węgierskiej Vazul był "lekkomyślny i głupi".
Współczesne wydarzeniom Roczniki altajskie podają, że po śmierci Emeryka Stefan wyznaczył na następcę siostrzeńca, Piotra Orseolo. Vazul zawiązał spisek przeciwko królowi, lecz zamach na Stefana się nie udał. Spiskowcy włącznie z samym Vazulem zostali oślepieni, a jego synowie skazani na wygnanie.
Według Kroniki węgierskiej po śmierci Emeryka Stefan wysłał do Nitry swojego zaufanego, Budę, syna Etre. Miał on za zadanie sprowadzić Vazula na dwór królewski celem oficjalnego naznaczenia na następcę tronu. Buda został uprzedzony przez Sebesa, wysłannika królowej Gizeli, żony Stefana. Sebes oślepił Vazula i wlał mu ołów do uszu. Okaleczony Vazul został sprowadzony na dwór Stefana, który na widok brata stryjecznego rozpłakał się. Król nie miał siły ukarać winnych tej zbrodni, jedynie doradził trzem synom Vazula, by uciekali z kraju. Obecnie badacze sądzą, że przypisanie Gizeli winy za oślepienie Vazula jest interpretacją kronikarzy z drugiej połowy XI w. Nie chcieli przedstawiać sytuacji w ten sposób, że Stefan I, kanonizowany w 1083, kazał okaleczyć Vazula, przodka wówczas panujących królów węgierskich. Przedstawienie Gizeli w ciemnych barwach mogło być też zabiegiem propagandowym w związku z walkami prowadzonymi przez Władysława I Świętego, wnuka Vazula, z Cesarstwem Niemieckim.
Oślepienie Vazula nastąpiło po 2 września 1031, czyli po śmierci Emeryka, i przed 15 sierpnia 1038, czyli przed śmiercią Stefana I Świętego. Niektórzy badacze zawężają te ramy czasowe, wskazując na około 1035 lub na rok 1037.

## Żona i dzieci
Żona Vazula nie jest znana. Gesta Hungarorum podają, że matka jego synów pochodziła z rodu Tátonyego, co jest przyjmowane przez literaturę naukową.
Vazul miał trzech synów: Andrzeja I, Belę I i Leventego.